# Oreobolus oligocephalus
Oreobolus oligocephalus là loài thực vật có hoa trong họ Cói. Loài này được W.M.Curtis mô tả khoa học đầu tiên năm 1985.